# Antonín Hobza (skaut)
Antonín Hobza (17. května 1899 – 1987, přezdíván byl Antonín, Brvů, Starej pán nebo Srdíčko) byl zakladatelem skautingu v Třebíči a montér. Dne 2. září 1923 byl zakladatelem 1. skautského oddílu, kdy se mu povedlo získat klubovnu v budově Obchodní akademie na Bráfově ulici. V létě roku 1924 uspořádal tento oddíl první letní tábor, kterého se zúčastnilo 16 členů a který se konal u Vevčic při řece Jevišovce. Byl také při obnovení činnosti Junáka v roce 1945, v roce 1951 byl také u toho, kdy byl Junák rozpuštěn a tak skončil s aktivním vedením skautů. V roce 1968 při další obnově Junáka však sloužil jako rádce. Zemřel v roce 1987, ve stejném týdnu jako jeho manželka.
Cena Třebíčské Srdíčko kterou uděluje v Třebíči dobrovolníkům Rada dětí a mládeže kraje Vysočina a Město Třebíč je pojmenována po Antonínu Hobzovi, který měl skautskou přezdívku Srdíčko.